# Dain (Einheit)
Dain war ein indisches Längenmaß und entsprach der Meile in Pegu und Ava, Regionen im heutigen Myanmar. Die Reichselle  Sadang als kleineres Maß war eine variable Einheit, da jeder Herrscher immer eine Neufestlegung vornahm. Am Beginn des 19. Jahrhunderts war 
- 1 Sadang = 248 Pariser Linien = 559,44 Millimeter (= 5/9 Meter = 0,5555 Meter[1])
- 1 Dain = 1000 Dhan/Bamboo = 7000 Sadang (Reichselle) = etwa 3890 Meter